# Wayne Morse
Wayne Lyman Morse (1900. október 20. – 1974. július 22.) amerikai jogász, politikus, 1945 és 1969 között Oregon állam szenátora.
Földműves családban született a Wisconsin állambeli Veronában. 1923-ban végzett a wisconsini állami egyetemen, majd 1928-ban szerzett jogi diplomát a minnesotai állami egyetemen. 1936-ban az oregoni állami egyetem dékánja lett.
1944-ben republikánus színekben indult az oregoni szenátorválasztáson, amit meg is nyert.